# 赫蘇斯
赫蘇斯（西班牙語：Jesús），是秘魯的城鎮，位於該國中部瓦努科大區，是勞里科查省的首府，處於勞里科查河左岸，距離瓦伊瓦什山脈約50公里，海拔高度3,486米，始建於1572年。